# Brosche

Eine goldene Brosche

Die Brosche (von französisch broche ‚(Schmuck)nadel‘, auch ‚Bratspieß‘) ist ein ovales, längliches oder rundes Schmuckstück, das mit einem Verschluss ähnlich einer Sicherheitsnadel an der Kleidung befestigt wird.

## Wortherkunft
Der Begriff Brosche ist seit dem 19. Jahrhundert im Deutschen belegt, anfangs noch französisch Broche geschrieben. Der Begriff geht auf das lateinische Adjektiv brocc(h)us ‚hervorstehend‘ (Zähne von Tieren) zurück. Dieses Adjektiv wiederum ist keltischen Ursprungs und fand in substantivierter Form Eingang ins Galloromanische als brocca zur Bezeichnung spitzer Gegenstände und Geräte.
Unabhängig von der Entwicklung im 19. Jahrhundert hatte sich bereits im Mittelhochdeutschen das Wort bratsche für Brosche vom Altfranzösischen broche entlehnt.
Vom französischen Begriff broche leitet sich auch das deutsche Wort Broschüre ab.

## Geschichte

### Vorgänger: Fibeln und Agraffen
Vorgängerin der Brosche war die Fibel, mit der Menschen von der Bronzezeit bis ins Hochmittelalter ihre Gewänder verschlossen. Frühe Fibeln wurden in Griechenland, Norditalien und Mitteleuropa gefunden, sie gehen wahrscheinlich auf minoische Nadeln zurück. Fibeln verbreiteten sich in der Antike durch die Ausbreitung des Römischen Reichs, so sind sie beispielsweise auch für Persien im 7. Jahrhundert v. Chr. belegt. Die kunstvollen, aus Metall gefertigten Fibeln dienten nicht nur als Verschluss, sondern auch als Statussymbol. Mit der Erfindung der Knöpfe und der Verbreitung von Knopflöchern im Europa des 13. Jahrhunderts entwickelten sich die Fibeln zur Brosche mit reinem Schmuckcharakter.

### Die Brosche im Mittelalter und der Frühen Neuzeit

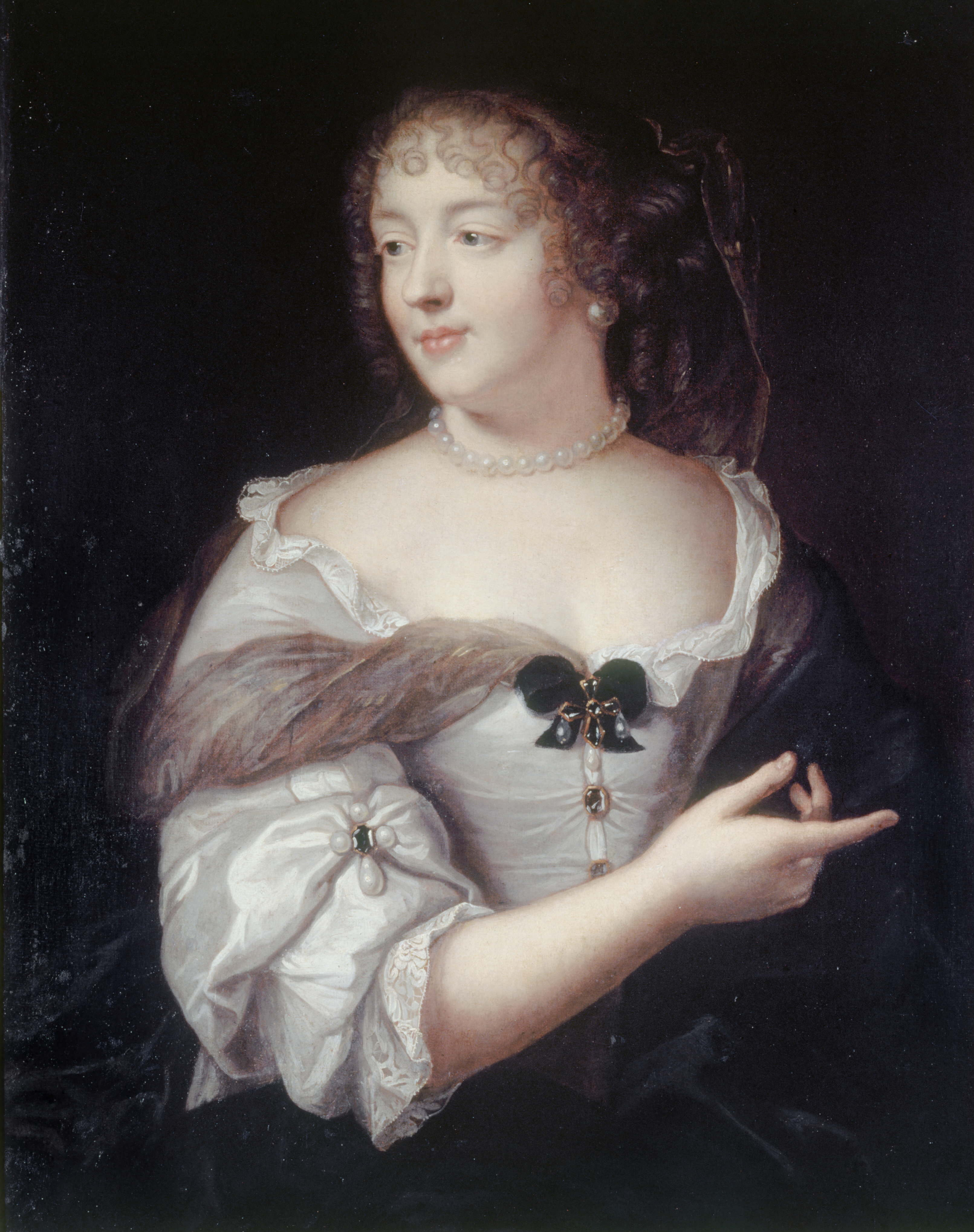
Madame de Sévigné mit Sévigné-Brosche

Im Spätmittelalter entstanden in Zentraleuropa mit der Agraffe und dem Fürspann Übergangsformen zwischen Fibel und Brosche.
Im England des 16. Jahrhunderts trug erstmals Elizabeth I. die Brosche als modisches Accessoire. Im 17. Jahrhundert kamen Broschen mit Zierelementen in Form von Schleifen und Blumen in Mode. Daneben auch die nach Madame de Sévigné benannten Sévigné-Broschen, eine durch ein querovales Schleifenmotiv mit mittig pendelnder Abhängung charakterisierte Brosche, die unterhalb des Ausschnitts getragen wurde.
Ein neuer Trend kam im 18. Jahrhundert auf: mit Diamanten und Perlen besetzte Broschen mit Miniaturporträts erfreuten sich großer Beliebtheit. Es gibt auch Broschen, die man auf ein Band oder eine Kette ziehen kann, um sie als Halsschmuck zu tragen (z. B. Gadderke, Schuwe).

### Broschen der Moderne
Im 20. und 21. Jahrhundert waren einige Frauen dafür bekannt, Broschen zu tragen, so etwa die britische Königin Elizabeth II. und Madeleine Albright. Ihr wurde nachgesagt, dass sie an guten Tagen Motive wie Blumen, Schmetterlinge oder Ballons in Broschenform trug. Vor schwierigen Verhandlungen tendierte sie jedoch zu Motiven wie Käfern oder fleischfressenden Tieren. Bei einem Treffen mit Saddam Hussein trug sie eine Brosche mit Schlangenmotiv, das auf ihre Bezeichnung als Schlange in der irakischen Presse anspielte.